# 200 (numero)
Duecento (200) è il numero naturale dopo il 199 e prima del 201.

## Proprietà matematiche
- È un numero pari.
- È un numero composto, con dodici divisori: 1, 2, 4, 5, 8, 10, 20, 25, 40, 50, 100, 200. Poiché la somma dei suoi divisori (escluso il numero stesso) è 265 > 200, è un numero abbondante.
- È un numero semiperfetto in quanto pari alla somma di alcuni (o tutti) i suoi divisori.
- È un termine della successione di Padovan.
- È la somma dei valori che assume la funzione φ di Eulero per i primi 25 numeri interi.
- È un numero odioso.
- È un numero potente.
- Può essere espresso in due modi diversi come somma di due quadrati, e in tre modi diversi come differenza di due quadrati: 200 = 102+102 = 142+22 = 152-52 = 272-232 = 512-492.
- È un numero di Harshad nel sistema numerico decimale, essendo divisibile per la somma delle sue cifre.
- In base 10, è il più piccolo numero che non può essere trasformato in un numero primo sostituendovi una sola cifra.
- È un numero palindromo nel sistema di numerazione posizionale a base 7 (404) e in quello a base 9 (242).
- È parte delle terne pitagoriche (45, 200, 205), (56, 192, 200), (120, 160, 200), (150, 200, 250), (200, 210, 290), (200, 375, 425), (200, 480, 520), (200, 609, 641), (200, 990, 1010), (200, 1242, 1258), (200, 1995, 2005), (200, 2496, 2504), (200, 4998, 5002), (200, 9999, 10001).
- È un numero pratico.
- In gradi centesimali è il valore di un angolo piatto.

## Astronomia
- 200P/Larsen è una cometa periodica del sistema solare.
- 200 Dynamene è un asteroide della fascia principale del sistema solare.
- NGC 200 è una galassia spirale della costellazione dei Pesci.

## Astronautica
- Cosmos 200 è un satellite artificiale russo.

## Altri ambiti
- L'additivo alimentare E200 è il conservante acido sorbico.
- Uno dei sette tagli delle banconote euro è 200 €. Tale banconota è stata disegnata da Robert Kalina.
- Una concentrazione di colesterolo LDL nel sangue minore di 200 mg/dl è considerata a basso rischio.
- La piazza Rynek Główny di Cracovia misura 200 m x 200 m.